# Justin Krueger
Justin Matthew Krueger (* 6. Oktober 1986 in Düsseldorf) ist ein ehemaliger deutsch-kanadischer Eishockeyspieler. Den Großteil seiner Karriere verbrachte Krueger beim SC Bern, mit dem er dreimal Schweizer Meister wurde. Der Sohn des früheren deutschen Nationalspielers und ehemaligen Schweizer Nationaltrainers Ralph Krueger bestritt 99 Länderspiele für die deutsche Nationalmannschaft.

## Karriere

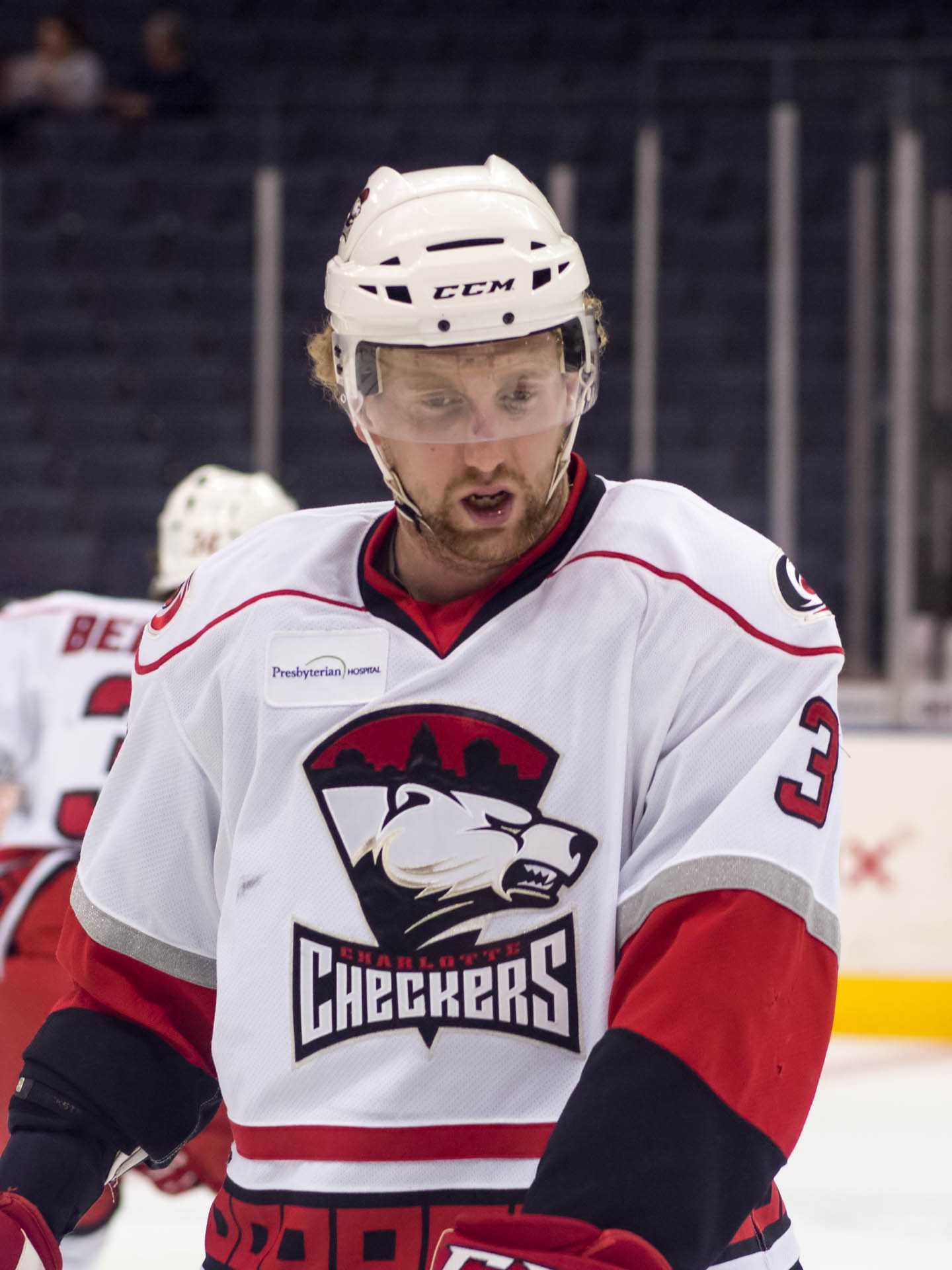
Krueger im Trikot der Charlotte Checkers (2013)

Justin Krueger erlernte das Eishockeyspielen in Duisburg und wechselte aufgrund eines Engagements seines Vaters bei der VEU Feldkirch Anfang der 1990er Jahre nach Feldkirch. Im Jahr 2003 wechselte er in der Nachwuchsabteilung des Schweizer Proficlubs HC Davos, in der er bis 2005 aktiv war. Anschließend wechselte er in die kanadische Juniorenliga British Columbia Hockey League (BCHL), in der er in der Saison 2005/06 für die Penticton Vees auflief. Zwischen 2006 und 2010 spielte er für die Mannschaft der Cornell University in der Universitäts- und Collegesportliga ECAC Hockey, deren Meisterschaft er 2010 mit seiner Mannschaft gewann. Krueger selbst wurde 2008 und 2009 jeweils in das ECAC All-Academic Team gewählt und 2010 zum Best Defensive Defenseman der Liga bestimmt. An der Cornell University studierte Krueger Hotelmanagement.
In der Saison 2010/11 spielte Justin Krueger für den SC Bern in der National League A (NLA), mit dem er in den Playoff-Halbfinals in sieben Begegnungen an den Kloten Flyers scheiterte. Im April 2011 nahm Krueger ein einjähriges Vertragsangebot der Carolina Hurricanes für die Saison 2011/12 an, wurde aber Ende September in das Farmteam des Franchise, die Charlotte Checkers, in die American Hockey League (AHL) geschickt. Im Mai 2013 unterschrieb Krueger einen Zweijahresvertrag beim SC Bern, im November 2014 wurde sein Vertrag vorzeitig bis zum Ende der Saison 2017/18 verlängert. In der Saison 2015/16 wurde Krueger mit dem SCB Schweizer Meister und verteidigte den Titel im Jahr 2017 erfolgreich.
2019 gewann Krueger eine weitere Schweizer Meisterschaft mit dem SC Bern, ehe er nach der Saison 2019/20 keinen neuen Vertrag bei den „Mutzen“ erhielt. Insgesamt absolvierte er 440 Partien für den SCB in der höchsten Schweizer Liga und erzielte dabei 80 Scorerpunkte (16 Tore, 64 Assists). Im Juni 2020 erhielt er einen Vertrag beim Lausanne HC. Nach zwei Spielzeiten beim Lausanne HC beendete Krueger im Juni 2022 seine Karriere und wurde Team-Manager beim selben Klub.

### International

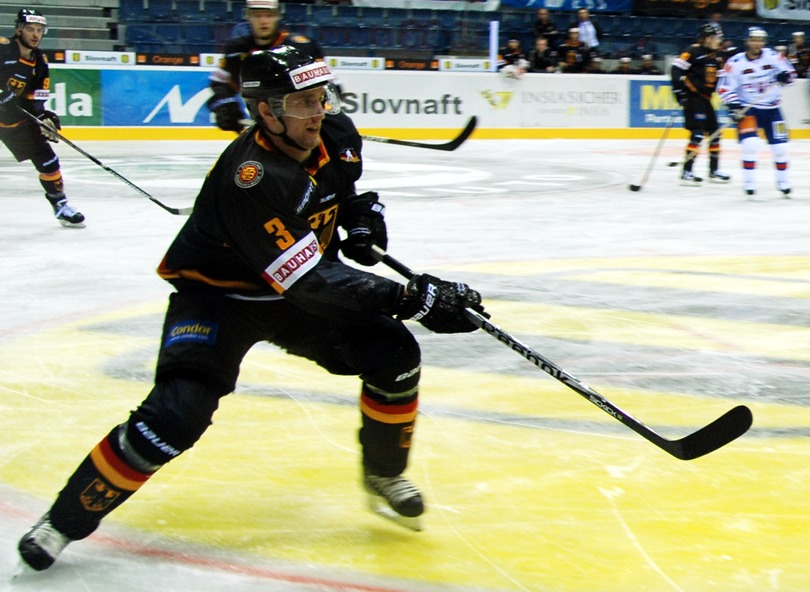
Krueger als Spieler der deutschen Nationalmannschaft (2011)

Mit den Juniorennationalmannschaften des Deutschen Eishockey-Bundes nahm Krueger an der U18-Junioren-Weltmeisterschaft der Division I 2004 und der U20-Junioren-Weltmeisterschaft der Division I 2006 teil. Bei beiden Turnieren stieg er mit seiner Mannschaft in die Top-Division auf.
Im April 2010 debütierte er für die deutsche Herren-Nationalmannschaft und nahm mit dieser an sieben Weltmeisterschaften, aber an keinen Olympischen Spielen teil. Im Oktober 2018 gab er seinen Rücktritt aus der Nationalmannschaft bekannt, er bestritt insgesamt 99 Länderspiele (vier Tore, zehn Vorlagen) für Deutschland.

## Erfolge und Auszeichnungen
| - 2008 ECAC All-Academic Team - 2009 ECAC All-Academic Team - 2010 Whitelaw-Cup-Gewinn mit der Cornell University - 2010 ECAC Best Defensive Defenseman | - 2015 Schweizer Cupsieger mit dem SC Bern - 2016 Schweizer Meister mit dem SC Bern - 2017 Schweizer Meister mit dem SC Bern - 2019 Schweizer Meister mit dem SC Bern |

### International
- 2004 Aufstieg in die Top-Division bei der U18-Junioren-Weltmeisterschaft der Division I
- 2006 Aufstieg in die Top-Division bei der U20-Junioren-Weltmeisterschaft der Division I

## Karrierestatistik

### International
Vertrat Deutschland bei:
| - U18-Junioren-Weltmeisterschaft der Division I 2004 - U20-Junioren-Weltmeisterschaft der Division I 2006 - Weltmeisterschaft 2010 - Weltmeisterschaft 2011 - Weltmeisterschaft 2012 | - Weltmeisterschaft 2013 - Weltmeisterschaft 2014 - Weltmeisterschaft 2015 - Weltmeisterschaft 2017 |

(Legende zur Spielerstatistik: Sp oder GP = absolvierte Spiele; T oder G = erzielte Tore; V oder A = erzielte Assists; Pkt oder Pts = erzielte Scorerpunkte; SM oder PIM = erhaltene Strafminuten; +/− = Plus/Minus-Bilanz; PP = erzielte Überzahltore; SH = erzielte Unterzahltore; GW = erzielte Siegtore; 1 Play-downs/Relegation; Kursiv: Statistik nicht vollständig)